# دبليو. دبليو. ثاير
دبليو. دبليو. ثاير (بالإنجليزية: W. W. Thayer)‏ هو قاضي ومحامي أمريكي، ولد في 15 يوليو 1827 في ليما في الولايات المتحدة، وتوفي في 15 أكتوبر 1899 في بورتلاند في الولايات المتحدة.